# Deltalina
Deltalina és el nom donat pels seus fanàtics a l'auxiliar de vol de Delta Air Lines, Katherine Lee. Va esdevenir famosa per l'èxit popular a YouTube d'un vídeo del febrer 2008 on presentava les instruccions seguretat a l'avió. Els aficionats la van comparar Lee amb Angelina Jolie i li van donar el sobrenom Deltalina.
Deltalina va aparèixer per primera vegada a l'episodi de The Ellen DeGeneres Show del 22 maig 2007 quan el xou es va enregistrar a un vol de Delta. Va ajudar Ellen a donar la demostració de seguretat.

## Vida personal
Lee continua treballant per Delta. Va néixer a Heidelberg, Alemanya, de pare porto-riqueny, de mare alemanya. El seu pare servia l'exèrcit dels Estats Units amb el resultat que la família sovint havia de canviar de país. Lee es va graduar a la secundària Stone Mountain High School a l'àrea metropolitana d'Atlanta, el 1992.